# Ekeby, Lena socken
Ekeby är en by i Lena socken i Uppsala kommun, någon kilometer söder om Vattholma.
Ekeby omtalas första gången 1344, men är en betydligt äldre by, och har en av traktens mest imponerande gravfält, bestående 80 högar, 144 runda stensättningar och 6 rektangulära stensättningar. Troligen är det på detta gravfält Richard Dybeck gjorde de fynd från början av vikingatiden han avbildade i Runa. 1901 undersöktes fem av gravfältets högar under ledning av Oscar Almgren, alla gravarna daterades till vikingatiden.